# Đạo đức với động vật

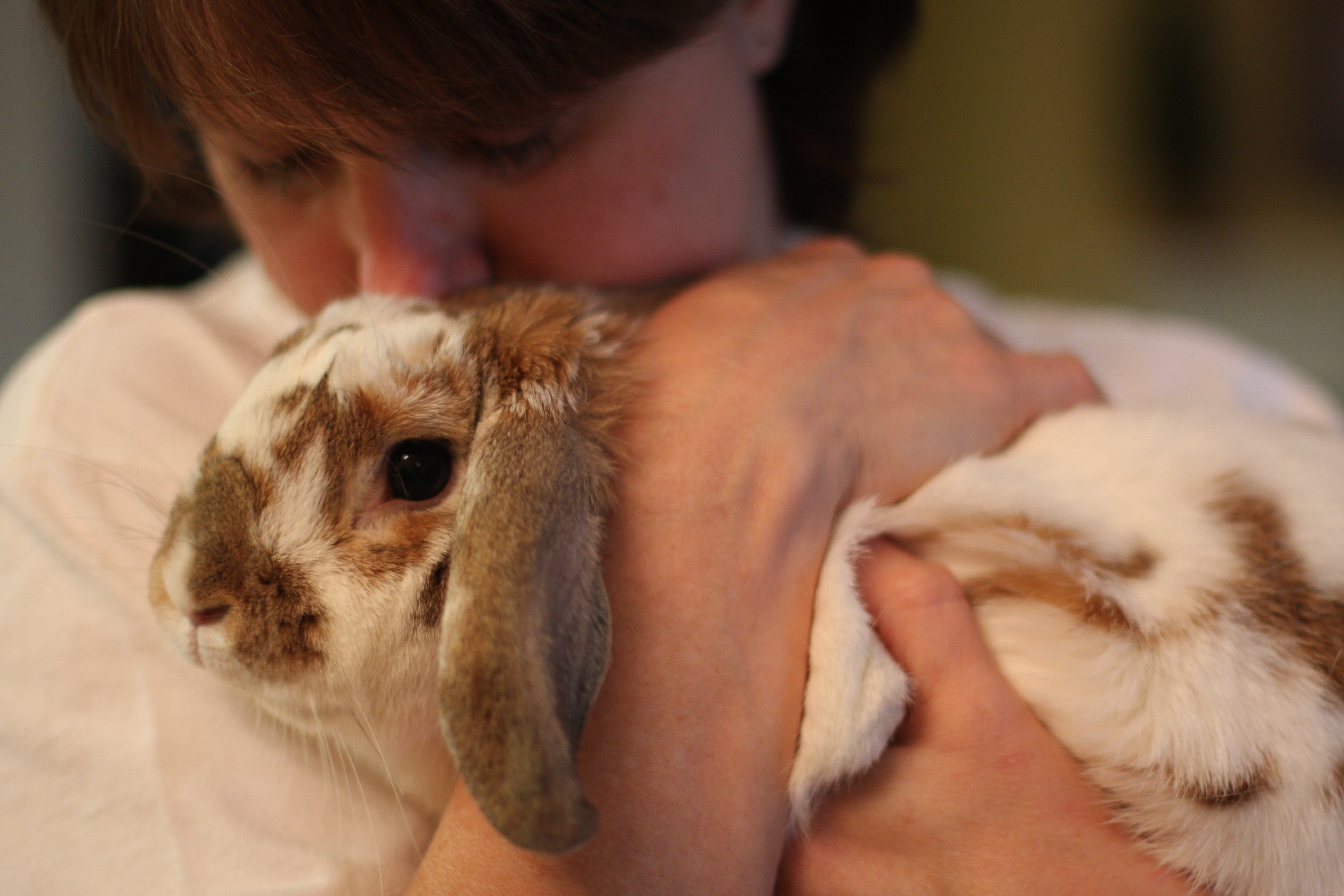
Một cảnh âu yếm với con thỏ nuôi

Đạo đức với động vật (tiếng Anh: animal ethics) là một nhánh của triết học đạo đức có mục đích xem xét mối quan hệ giữa con người với động vật và cách mà động vật nên được đối xử. Các chủ đề của lĩnh vực này bao gồm quyền động vật, phúc lợi động vật, luật động vật, đẳng cấp loài, nhận thức ở động vật, bảo tồn động vật hoang dã, tình trạng đạo đức trong đối xử với động vật phi con người (đối xử nhân đạo với động vật), khái niệm phi nhân đạo, đạo đức với việc ăn thịt, ngoại lệ của con người, lịch sử sử dụng động vật và lý thuyết về công lý, nói chung, những nội hàm này nhấn mạnh việc vì động vật là chính.

## Lịch sử
Đạo đức động vật có thể được truy nguyên từ thế kỷ thứ VI trước Công nguyên theo lời dạy của Pythagoras, người tin rằng linh hồn của con người tái sinh thành động vật, điều này cũng tương đồng với quan niệm "Kiếp" của Phật giáo ở châu Á. Ngày nay, các nước châu Âu đã đóng một vai trò hàng đầu trong việc cổ xúy phong trào nhận thức về đạo đức với động vật bởi những nhóm bảo vệ động vật đầu tiên, Hiệp hội phòng chống hành vi tàn ác đối với động vật (Society for the Prevention of Cruelty to Animals-SPCA) bắt đầu ở Vương quốc Anh vào năm 1824, sau đó, Tổ chức đầu tiên của Mỹ, Hiệp hội phòng chống tàn ác đối với động vật (American Society for the Prevention of Cruelty to Animals-ASPCA) bắt đầu thành lập ở New York vào năm 1866 và sau này là tổ chức Những người tranh đấu cho sự đối xử có đạo đức với động vật (People for the Ethical Treatment of Animals-PETA) cũng có những vai trò quan trọng.

## Quan điểm

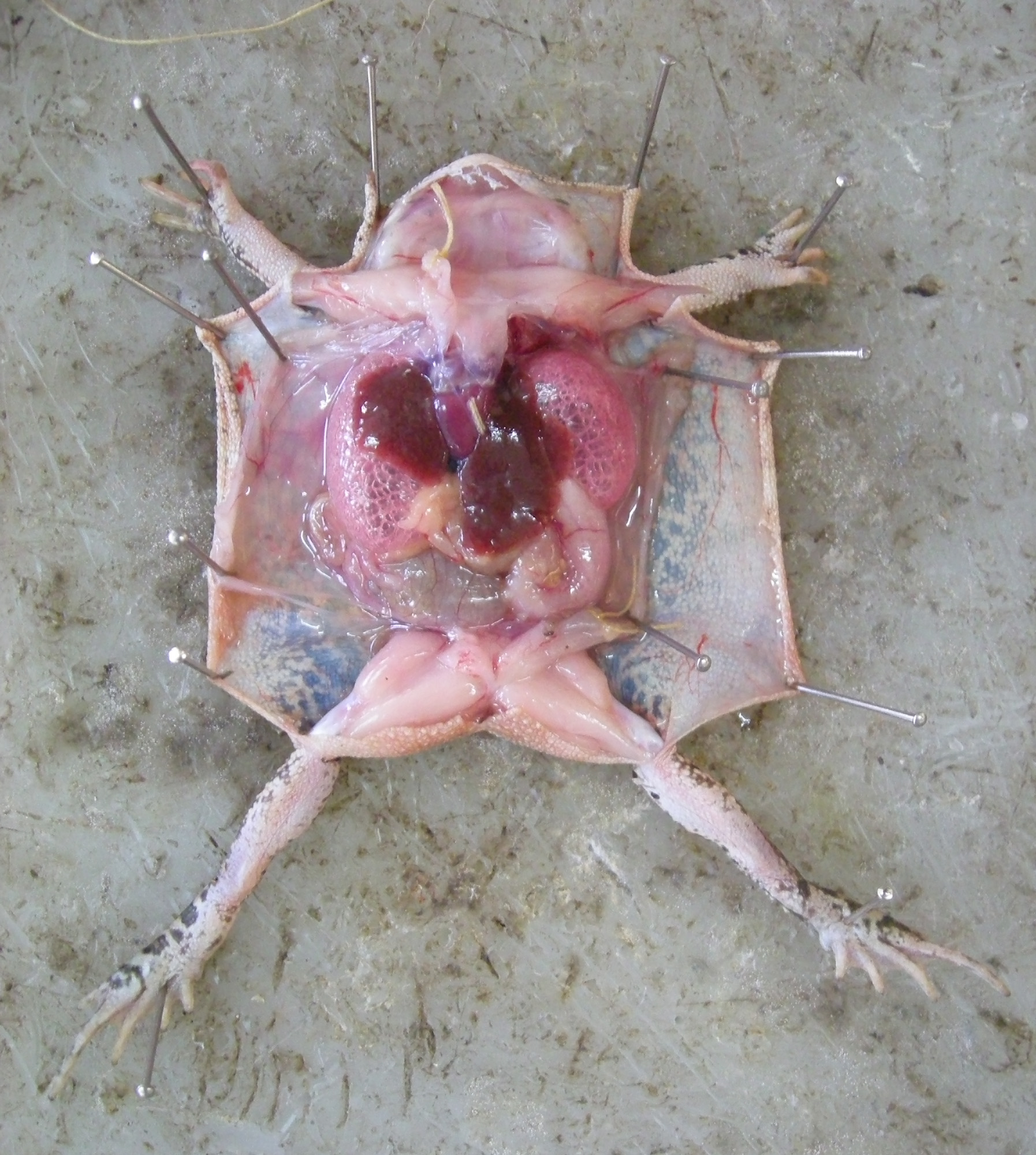
Các nhà khoa học thiên về quan điểm thực dụng là việc thử nghiệm trên động vật cũng cần thiết cho con người

Những người tranh đấu cho quyền lợi và đạo đức với động vật thường nói rằng những thử nghiệm trên động vật đã vi phạm nghiêm trọng phẩm giá của động vật và là sai lầm về mặt đạo đức. Hầu hết các nhà khoa học thì thể hiện một cách tiếp cận thực dụng hơn thì nói rằng lợi ích cho con người từ thử nghiệm trên động vật lớn hơn tác hại gây ra đối với động vật, một vị trí ưu tiên yếu hơn của con người vì suy cho cùng thì động vật cũng để phục vụ cho con người, vì con người, nếu không thì con người khong thể tìm ra những vị thuốc, phương pháp trị bệnh vì khó có thể thực nghiệm ngay trên bản thân con người. Những người khác cho rằng từ một lập trường đạo đức, chủ nghĩa khế ước Neo-Rawlsian là cách tiếp cận hợp lý và thực dụng duy nhất để hướng dẫn việc ra quyết định đạo đức đương đại liên quan đến các thí nghiệm trên động vật.